# Potez 29
Potez 29 (русск. Потез 29) — лёгкий пассажирский самолёт компании Potez. Один из самых массовых самолётов того времени.

## История
Самолёт совершил первый полёт в 1927. Вскоре началось серийное производство этих машин.
Вскоре появилась его модификация — Potez 29/2. Этот самолёт заинтересовал военных. Вскоре было построено 123 серийных самолёта, из которых 120 поступили на службу в ВВС Франции. Следующей модификацией стал Potez 29/4. Затем появился целый ряд модификаций данного самолёта: Potez 29/6, Potez 29/8 и Potez 29/11.

## Модификации

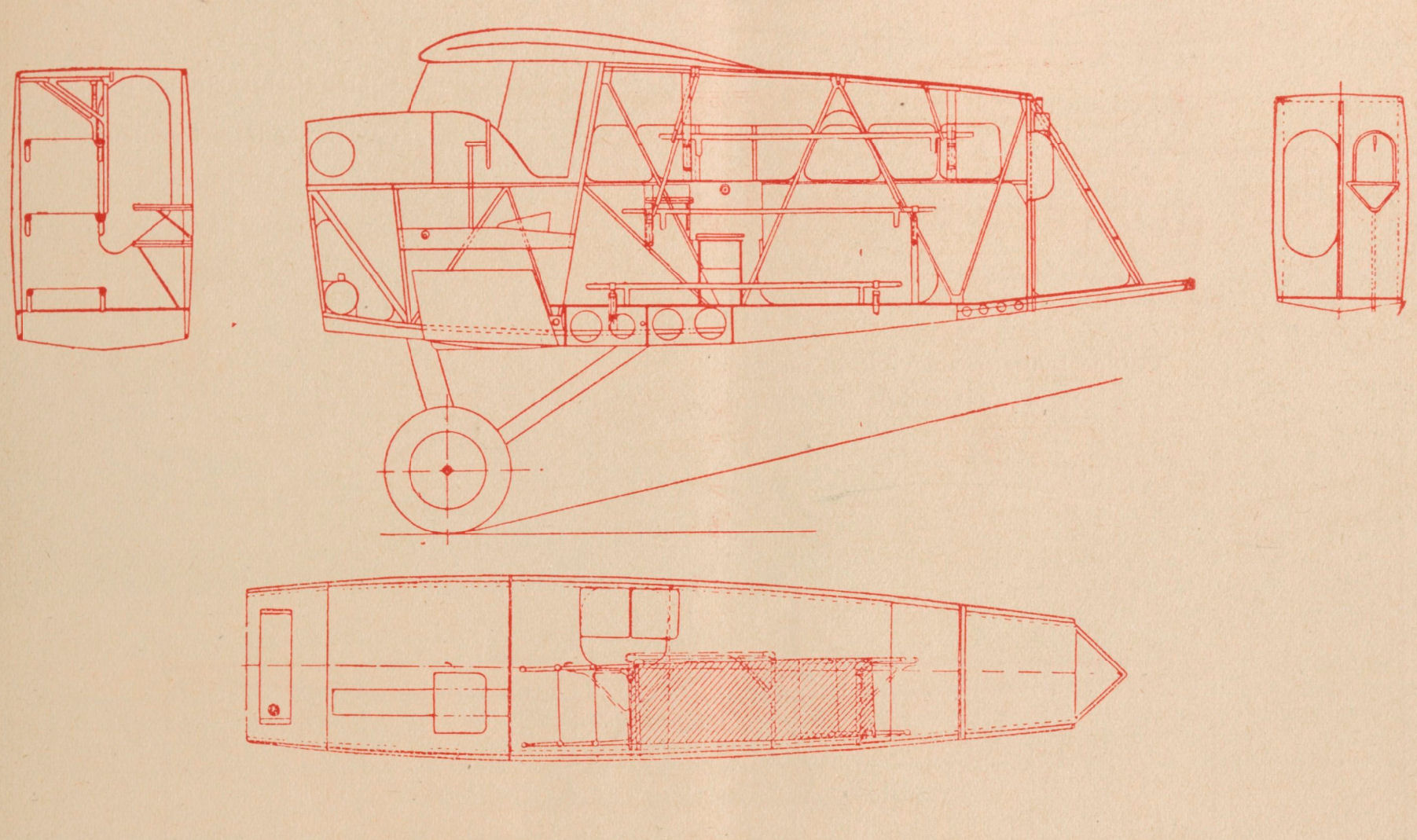
Схема устройства кабины санитарной модификации самолёта 29.10

- 29.1: прототип с двигателями Lorraine-Dietrich 12 Eb и Gnome et Rhône 9 Ady;
- 29.2: коммерческая модификация, Lorraine-Dietrich 12 Eb, удлинённый фюзеляж;
- 29.3 : модификация для дальних перелётов; двигатель Lorraine-Dietrich 14 Ac и бак на 1400 л.;
- 29.4 : коммерческая модификация, Gnome et Rhône 9 Ad
- 29.5 : коммерческая модификация, Gnome et Rhône 9 Ad
- 29.6 : самолёт для аэрофотосъёмки, Gnome et Rhône 9 Ad
- 29.7 : коммерческая модификация, Lorraine-Dietrich 12 Eb
- 29.8 : прототип, Renault 12 Jb
- 29.9 : (нет данных)
- 29.10 : военно-санитарная модификация, Lorraine-Dietrich 12 Eb
- 29.11 : прототип, модификация 29.8 с двигателем Salmson 18 Ab

## Эксплуатанты

### Гражданские пользователи
Франция —  Румыния

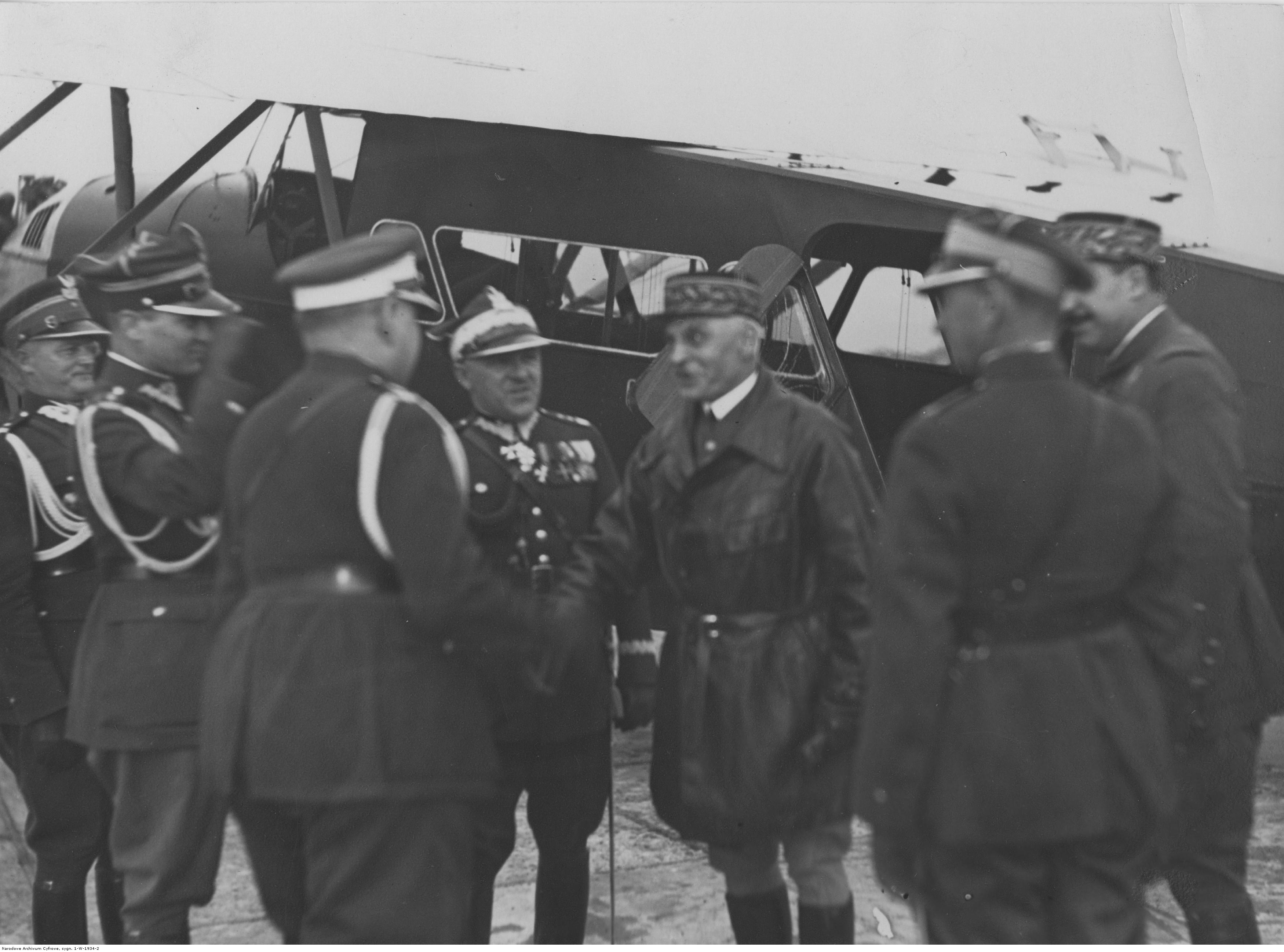
Визит Инспектора ВВС Франции генерала Эмиля Эрго в Варшаву.

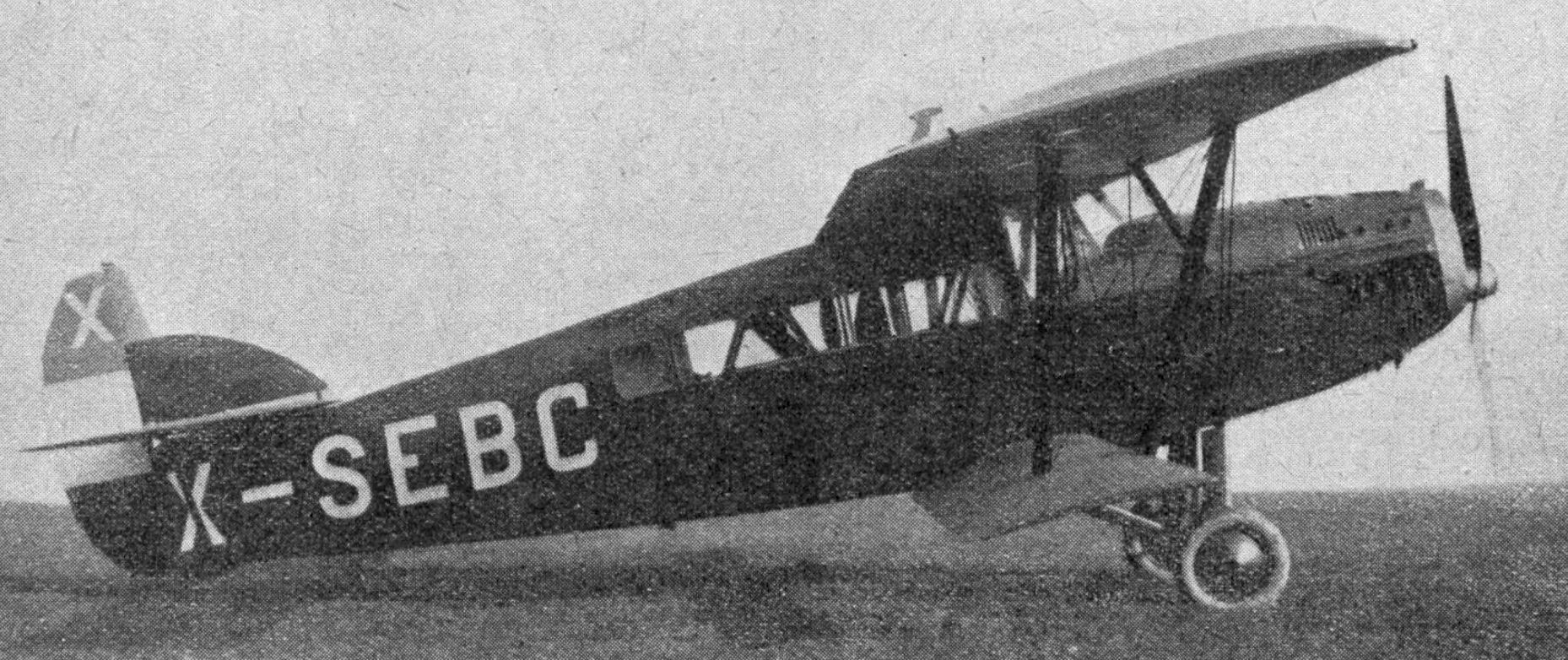
Potez 29.2 югославской компании Аеропут, 1928 г.

- CIDNA: самолёты модификаций 29.2, 29.4 и 29.5

 Франция
- Potez: 4 прототипа модификаций 29.1, 29.8 и 29.11.
- Правительство Франции: 1 Potez 29.2.
- Aéropostale: 1 Potez 29.2 использовался в Южной Америке. На нём Жан Мермоз доставил Анри Гийоме, самолёт которого потерпел аварию в Андах из Сан-Карлоса в Буэнос-Айрес.
- частный владелец: пилот Пеллетье-Дуази на Potez 29.3 с 8 по 15 мая 1928 года совершил перелёт Париж-Акьяб (9300 км).

 Румыния
- LARES: 4 самолёта получены от CIDNA, предположительно 29.7

 Аргентина
- 1 самолёт, купленный у Aéropostale

 Швейцария
- 1 самолёт модификации 29.6 (аэрофотосъёмка), построенный по заказу.

 Югославия
- Аеропут: 6 Potez 29.2.

### Военные пользователи
Франция
- Armée de l'Air

Вишистская Франция
- Авиация Виши (Armée de l’air de l’Armistice)

 Свободная Франция
- ВВС «Свободной Франции»:

 Великобритания
- ВВС Великобритании

## Лётные данные (Potez 29/2)

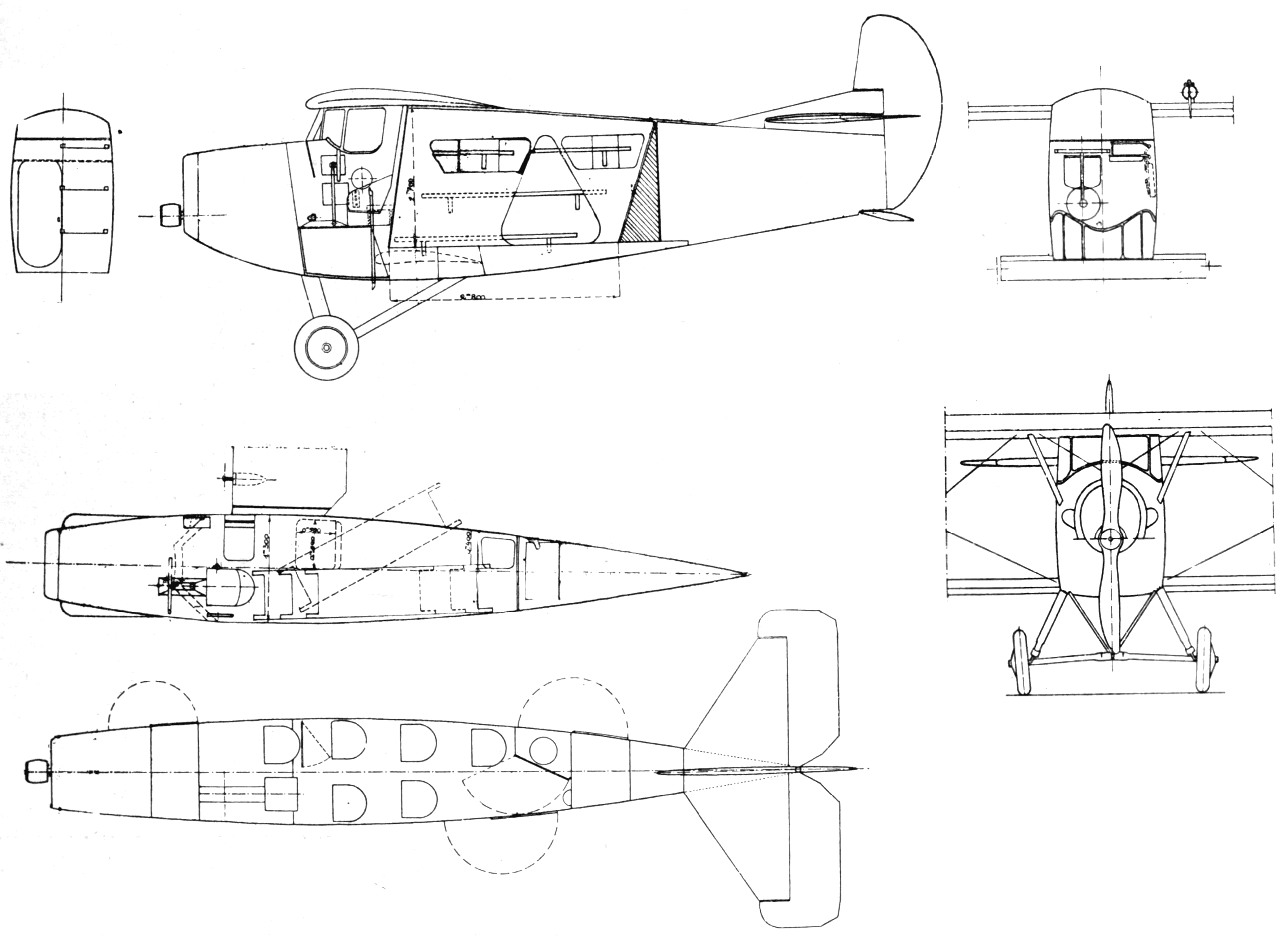
Схема Potez 29 из выпуска журнала L'Air за 15 мая 1928 года.

Технические характеристики
- Пассажировместимость: 5 чел.
- Длина: 10,68 м
- Размах крыла: 14,5 м
- Высота: 3,57 м
- Площадь крыла: 48,27 м²
- Масса пустого: 1 500 кг
- Максимальная взлётная масса: 2 700 кг
- Силовая установка: 1 ×  Lorraine-Dietrich 12 Eb,
- Мощность двигателей: 1 × 450 л.с.

Лётные характеристики
- Максимальная скорость: 219 км/ч
- Практическая дальность: 500 км
- Практический потолок: 4 500 м